# Contardo Ferrini
Contardo Ferrini foi um notável jurista italiano e acadêmico jurídico. Ele também era um católico romano fervoroso, que vivia uma vida devota de oração e serviço aos pobres. Ele foi beatificado pela Igreja Católica. 

## Vida
Ele nasceu em 5 de abril de 1859 em Milão, Itália, filho de Rinaldo Ferrini e Luigia Buccellati. Ele foi batizado na mesma fonte batismal onde Frédéric Ozanam, também natural de Milão, havia sido batizado 46 anos antes. Depois de receber sua primeira comunhão com a idade de doze anos, ele ingressou na Confraria do Santíssimo Sacramento. 
Rinaldo Ferrini, professor de matemática e ciências, ensinou seu filho desde cedo. Contardo aprendeu a falar várias línguas. Seu amor pela fé católica levou amigos a apelidá-lo de "Santo Aloisio" (em homenagem a Luís de Gonzaga). Ele entrou na Universidade de Pavia aos dezessete anos e, dois anos depois, foi nomeado Reitor de Estudantes. Aos 21 anos, ele se tornou doutor em direito na Universidade. A sua tese de doutoramento, que relacionava o Direito Penal com a poesia homérica, foi a base para a obtenção de uma bolsa de estudos na Universidade de Berlim, onde se especializou em Direito Romano-Bizantino, área em que se tornou internacionalmente reconhecido como especialista. 
Durante a estada de Ferrini em Berlim, ele escreveu sobre sua emoção ao receber o Sacramento da Penitência pela primeira vez em um país estrangeiro. A experiência trouxe para ele, escreveu ele, a universalidade da Igreja Católica Romana. 
Ao retornar à Itália, Ferrini foi professor nas universidades de Messina, Modena e Pavia. Ele recebeu sua primeira cátedra com a idade de vinte e seis anos. Contardo procurou discernir sua vocação como sacerdote secular, membro de uma ordem religiosa ou casado. No final das contas, ele cumpriu sua vocação como um leigo solteiro. Ele se jurou a Deus, tornou-se membro da Ordem Terceira de São Francisco em 1886 e também foi membro da Sociedade São Vicente de Paulo, à qual foi apresentado por seu pai, membro da Sociedade. 
Como docente da Universidade de Pavia, Ferrini era considerado um especialista em Direito Romano. Ao longo de sua carreira publicou livros, artigos e resenhas. Ele lecionou por um tempo na Universidade de Paris. Mais tarde, ele se tornou advogado canônico, além de advogado civil. 
Uma anedota não confirmada sobre Ferrini é que ele foi convidado a comparecer a um jantar e, uma vez lá, achou isso tedioso. Seu recurso era convidar todos os convidados a se juntarem a ele na oração do rosário. 
Em 1900, Ferrini desenvolveu uma lesão cardíaca. No outono de 1902, para descansar, foi para sua casa de campo na aldeia de Suna, Novara, (hoje parte da comuna de Verbania, província de Verbano-Cusio-Ossola), às margens do Lago Maggiore . Enquanto estava lá, ele adoeceu com tifo. Ele morreu aos 43 anos em 17 de outubro de 1902. Os residentes de Suna imediatamente o declararam santo. Seus colegas da Universidade de Pavia escreveram cartas nas quais ele foi descrito como um santo. 

## Veneração
Em 1909, o Papa Pio X autorizou o cardeal Andrea Carlo Ferrari, arcebispo de Milão, a abrir um processo para promover a canonização de Ferrini. Ele foi posteriormente declarado Venerável pelo Papa Pio XI e foi beatificado pelo Papa Pio XII em 13 de abril de 1947. Seu corpo é venerado em uma capela da Universidade Católica de Milão.   

## Obras

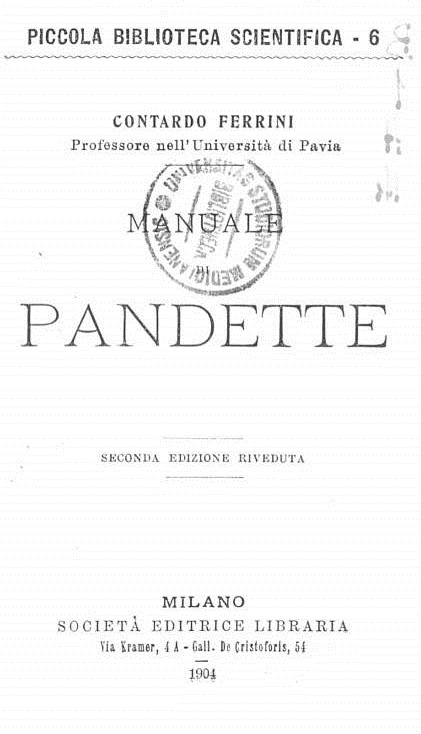
Manuale di Pandette, 1904

- Manuale di Pandette. Società Editrice Libraria (em italiano). Milano: [s.n.] 1904